# Manfredo Zimmermann
Manfredo Zimmermann (* 1952 in Buenos Aires) ist Blockflötist, Traversflötist und Hochschullehrer.

## Biografie
Manfredo Zimmermann begann nach dem Abitur zuerst ein Ingenieurstudium in Argentinien und Österreich. 1974 wechselte er an die Grazer Musikhochschule und legte 1976 das Konzertexamen im Fach Blockflöte „mit Auszeichnung“ ab. Er ergänzte seine Ausbildung durch weiterführende Studien an der Schola Cantorum Basiliensis. Weiterführende Kurse besuchte er unter anderem bei Barthold Kuijken und Nicolaus Harnoncourt.
Von 1987 bis zu seiner Pensionierung unterrichtete er als Professor Blockflöte, Traversflöte, Kammermusik und Aufführungspraxis Alter Musik an der Hochschule für Musik und Tanz Köln und am Standort Wuppertal. Daneben war er von 2002 bis 2011 Dozent an der Bundesakademie für musikalische Jugendbildung in Trossingen und von 2010 bis 2018 hatte er einen zusätzlichen Lehrauftrag an der Robert Schumann Hochschule in Düsseldorf.
Zimmermann ist Autor und Co-Autor verschiedener Unterrichtswerke,: Die Altblockflöte Band 1 und 2 erschienen bei Ricordi, die Blockflötengeschichten in Zusammenarbeit mit Brigitte Meier-Sprinz. 2019 erschien sein Buch Die Ornamentik der Musik im Barock und 2020 erschien In C – eine Blockflötenschule für Erwachsene.